# În zori (album din 1984)
În zori este [[Album conceptual|albumul]]necesită citare]

-format vinil- al Mirabelei Dauer lansat in anul 1984 la casa de discuri Electrecord din Bucuresti.

## Track Listing
1. [ 3:29 ] În zori (Vasile Vasilache/Eugen Rotaru)
2. [ 3:34 ] Hai încearcă să zâmbeªti (Mihai Constantinescu/ Mihai Constantinescu)
3. [ 4:05 ] Tu, numai tu (Ionel Tudor/Andreea Andrei)
4. [ 3:18 ] Bună dimineata, soare (Vasile Vasilache/Teodora Popa-Maziliu)
5. [ 3:15 ] Am început să te iubesc (Temistocle Popa)
6. [ 3:00 ] Noapte de mai (Marian Nistor/Alexandru Macedonski)
7. [ 2:41 ] Ioane, Ioane (Marian Nistor/folclor)
8. [ 4:18 ] Frunza mea albastră (Marian Nistor/Radu Stanca)
9. [ 2:43 ] Robotelul (Marian Nistor/Gheorghe Marian)
10. [ 3:50 ] Multumesc (Marian Nistor/C.V. Tudor)
11. [ 2:55 ] De ce ? (Marcel Dragomir/Ecaterina Dumitru)
12. [ 3:07 ] Nu uita, vântule (Anton ºuteu/Eugen Rotaru)

## Ediții
- 1984 Electrecord, format disc vinil de 45`.